# Товмас Терзян
Товма́с Ако́пович Терзя́н (вірм. Թովմաս Հակոբի Թերզյան, 1840–1909) — вірменський поет, драматург, педагог і громадський діяч.

## Життєпис
Народився в Константинополі, у родині грекомовного вірменина та італійки. У 1858 році закінчив вірменську католицьку школу Мурат-Рафаелян у Венеції.
Самостійно й у школі опанував низку мов (італійську, грецьку, французьку, турецьку, класичні грецьку і латину, англійську).
Після повернення до Константинополя викладав, багато його учнів стали визначними викладачами і письменниками.

## Творчість
Відомий передусім як автор п'єс і віршів. За літературним стилем більше належить до романтизму, мова письменника архаїчна. Спершу віддавав перевагу грабару, потім також писав сучасною вірменською мовою. На творчість мали вплив класична грецька література й такі автори як Байрон, Ламартін, Гюго та інші. Перша п'єса «Сандухт», написана у 1862 році й поставлена декілька разів, заснована на історичній тематиці. Наступні п'єси — «Йосип Прекрасний» (1871), заснована на біблійній історії й висвітлює конфлікт добра і зла, трагедія «Ріпсіме» (1868) та інші. Значним здобутком Терзяна є лібрето опери «Аршак II», що стала першою вірменською національною оперою.